# Arsames (Sohn des Dareios I.)
Arsames (altpersisch Aršama; † 480 v. Chr. bei Salamis) war ein Angehöriger der persischen Achämenidendynastie im 5. vorchristlichen Jahrhundert. Er war ein Sohn des Großkönigs Dareios I. und der Artystone, sein Vollbruder war Gobryas. 
Während der Invasion Griechenlands durch Xerxes I. im Jahr 480 v. Chr. führte Arsames das Aufgebot der Äthiopier und Araber an. Wahrscheinlich fiel er in der Seeschlacht von Salamis, sofern er mit der von Aischylos genannten namensgleichen Person identisch ist. In einer früheren Strophe wird jener Arsames als „Herr des heiligen Memphis“ bezeichnet, was gelegentlich zu Verwechslungen mit dem später lebenden Satrapen Arsames führt.